# Kurigram
Kurigram (engelska: Kurigram District) är ett distrikt i Bangladesh.   Det ligger i provinsen Rangpur, i den norra delen av landet, 240 km norr om huvudstaden Dhaka. Antalet invånare är 2 069 273. Arean är 2 245 kvadratkilometer.